# Dindsenchas
Dindsenchas ['dʴindhenxas], auch Dinnshenchas, bezeichnet eine Sammlung von Ortsnamenerklärungen Irlands. Die Bedeutung wird mit „Geschichte des Ortes“ übersetzt. Es existieren verschiedene Fassungen aus dem 12. und 13. Jahrhundert, wobei einzelne der Dindsenchas bereits aus dem 9. Jahrhundert stammen und noch älter sind, jedoch sind auch noch Manuskripte aus dem 16. Jahrhundert überliefert.
Insgesamt sind drei verschiedene Fassungen in den Handschriften tradiert. Die älteste (A) befindet sich im Lebor Laignech („Das Buch von Leinster“) mit über 100 meist anonymen Gedichten und einigen Prosatexten. Die zweite (B) besteht dagegen mehrheitlich aus Prosatexten mit kurzen Sinngedichten als Abschluss. Gemeinsam sind diese beiden Fassungen die Grundlage für die dritte (C), die ähnlich der zweiten Version aufgebaut ist. Die Reihenfolge der Kapitel ergibt eine fiktive Reise von Temair, dem mythischen Sitz der Höchkönige Irlands, im Uhrzeigersinn durch alle Provinzen (Meath, Leinster, Munster, Connacht und Ulster). Die Ortsnamenerklärungen sind teils tradierte lokale Sagen, teils mittelalterliche Spekulationen.
Der Name Dindsenchas setzt sich aus den irischen Wörtern dind („Hügel, Anhöhe“) und senchas („überliefertes Wissen“) zusammen. Allerdings sind nicht nur Bodenerhebungen, sondern alle historisch oder mythologisch relevanten Orte erfasst und erklärt.
Zum Gedanken der Erringung der Herrschaft über das Land durch Kenntnis seiner Geschichte siehe auch Acallam na Senórach.